# Atrichopleura prothoracalis
Atrichopleura prothoracalis är en tvåvingeart som beskrevs av Collin 1933. Atrichopleura prothoracalis ingår i släktet Atrichopleura och familjen dansflugor. Inga underarter finns listade i Catalogue of Life.